# 601 (szám)
A 601 (római számmal: DCI) egy természetes szám, prímszám.

## A szám a matematikában
A tízes számrendszerbeli 601-es a kettes számrendszerben 1001011001, a nyolcas számrendszerben 1131, a tizenhatos számrendszerben 259 alakban írható fel.
A 601 páratlan szám, prímszám. Normálalakban a 6,01 · 102 szorzattal írható fel.
Pillai-prím.
Középpontos ötszögszám.
A 601 négyzete 361 201, köbe 217 081 801, négyzetgyöke 24,51530, köbgyöke 8,43901, reciproka 0,0016639. A 601 egység sugarú kör kerülete 3776,19437 egység, területe 1 134 746,408 területegység; a 601 egység sugarú gömb térfogata 909 310 121,7 térfogategység.
A 601 helyen az Euler-függvény helyettesítési értéke 600, a Möbius-függvényé −1.